# Egon Jönsson
Egon Jönsson (Malmö, 1921. október 8. – 2000. március 19.), svéd válogatott labdarúgó.
A svéd válogatott tagjaként részt vett az 1950-es világbajnokságon, illetve az 1948. évi nyári olimpiai játékokon és az 1952. évi nyári olimpiai játékokon.

## Sikerei, díjai

### Klub
- Malmö FF
  - Svéd első osztály bajnoka: 1943–44, 1948–49, 1949–50, 1950–51, 1952–53
  - Svéd kupa: 1944, 1946, 1947, 1951, 1953

### Válogatott
- Svédország
  - Olimpia bajnok: 1948